# جيمي ماسون (لاعب كرة قدم بريطاني)
جيمي ماسون (بالإنجليزية: Jamie Masson)‏ (5 أبريل 1993 في المملكة المتحدة - ) هو لاعب كرة قدم بريطاني في مركز الوسط. لعب مع نادي أبردين ونادي بريتشين سيتي وإلغين سيتي ‏.

## وصلات خارجية
- جيمي ماسون (لاعب كرة قدم بريطاني) على موقع قاعدة بيانات كرة القدم.إي يو (الإنجليزية)
- جيمي ماسون (لاعب كرة قدم بريطاني) على موقع Soccerbase.com (لاعب) (الإنجليزية)